# Plectrocnemia remota
Plectrocnemia remota är en nattsländeart som först beskrevs av Banks 1911.  Plectrocnemia remota ingår i släktet Plectrocnemia och familjen fångstnätnattsländor. Inga underarter finns listade i Catalogue of Life.